# Миодраг Мајић
Миодраг Мајић (Београд, 1969) српски је правник и писац. Мајић је судија Апелационог суда у Београду од 2010. и аутор многих књига, коментара закона и чланака. Мајић је познат као истакнути противник казненог популизма у Србији, због чега је био мета многих вербалних напада и увреда од стране разних политичара (укључујући и Мају Гојковић). Године 2019. објавио је роман Деца зла који комбинује реалистичне описе кривичног правосуђа у Србији с темама окултног. Године 2020. објавио је нови роман Острво пеликана, а године 2024. објављује, за сада његов последњи роман, “Под туђим сунцем”.

## Лични живот
Миодраг Мајић је рођен 17. новембра 1969. године у Београду, СФР Југославија. Дипломирао је на Правном факултету Универзитета у Београду 1995. године, а докторирао 2008. године. Говори српски, енглески и руски језик. Мајић је отац два сина и ћерке.

## Контроверзе
Као члан петочланог већа Апелационог суда у Београду, судија Мајић је оптужен од стране председника Републике Србије Александра Вучића да је учествовао у коначном ослобађању већ оптужених чланова Гњиланске групе, која је починила низ свирепих злостављања, силовања и убистава над око 80 локалних Срба, Рома и нелојалних Албанаца. Мајић је на ове тврдње одговорио да је ту одлуку „донело петочлано веће тајним гласањем, те да председник Србије не може знати ко је како гласао“.

## Значајна дела
- Примена међународног кривичног права у националним правним системима, Службени гласник Србије, 2009.
- Nature, Importance and limits of finding the Truth in criminal proceedings, Мајић, Илић, Правни факултет Универзитета у Београду, 2013.
- Вештина писања првостепене кривичне пресуде, Службени гласник Србије, 2015.
- Деца зла, Вулкан, 2019.
- У име народа, LYCEUM IURIS, 2019.
- Острво пеликана, Вулкан, 2020.